# KUKA
KUKA AG — немецкая компания, производитель промышленных роботов, штаб-квартира находится в Аугсбурге.
Основана в 1898 году Иоханном Йозефом Келлером и Якобом Кнаппишем в Аугсбурге. Производила светильники, затем расширила ассортимент. В 1973 году KUKA создала свой первый промышленный робот, известный как FAMULUS. В это время компания является частью группы Квандт, но в 1980 году семья Гюнтера Квандт была отстранена от управления и KUKA стала госкомпанией. В 1995 году фирма разделилась на KUKA и KUKA Welding (теперь KUKA Systems). Компания является частью KUKA AG (ранее IWKA Group). В августе 2016 года контроль над компанией установила китайская компания-производитель бытовой техники Midea, потратившая на выкуп акций более $4 миллиардов.